# Sri Lanka en los Juegos Olímpicos de Atlanta 1996
Sri Lanka estuvo representada en los Juegos Olímpicos de Atlanta 1996 por nueve deportistas, cinco hombres y cuatro mujeres, que compitieron en tres deportes.
La portadora de la bandera en la ceremonia de apertura fue la atleta Sriyani Kulawansa. El equipo olímpico esrilanqués no obtuvo ninguna medalla en estos Juegos.